# مارتا مای
مارتا مای (اسپانیایی: Marta May‎؛ زادهٔ ۱۴ ژوئن ۱۹۳۹) بازیگر اهل اسپانیا است. او در سال ۱۹۶۸ برنده جایزه بهترین بازیگر زن حلقهٔ نویسندگان فیلم اسپانیا برای فیلم «پوست سوخته» شد.
از فیلم‌ها یا برنامه‌های تلویزیونی که وی در آن نقش داشته‌است، می‌توان به تخم چشم، شهر سوخته و بیست گام تا مرگ اشاره کرد.